# Ogoj
Ogoj (in russo Огой?; in buriato Уһагүй арал, Uḥagüj aral, letteralmente "isola senz'acqua") è un'isola situata nella parte centrale del lago Bajkal, in Russia. Amministrativamente appartiene al Ol'chonskij rajon dell'Oblast' di Irkutsk, nel Circondario federale della Siberia.
Nel 2005, nel punto più alto dell'isola, su iniziativa del Centro buddista di Mosca, è stato eretto uno stupa buddista dell'Illuminazione, dedicato alla ḍākinī Tröma Nakmo.

## Geografia
L'isola si trova nello stretto Maloe More (пролив Малое Море, proliv Maloe More, letteralmente "piccolo mare") che separa l'isola Ol'chon dalla terraferma. Rispetto ad Ol'chon, si trova vicino alla sua costa nord-occidentale, a nord di capo Šara Šuluun (мыс Шара Шулуун, mys Šara Šuluun). Ogoj ha una forma molto allungata, con una lunghezza di 2,9 km e una larghezza massima di 0,6 km. La sua superficie è di 0,73 km². L'altezza dell'isola è di 512 m s.l.m. e di 60 m sul livello del lago Bajkal.
Ci sono altre piccole isole nello stretto Maloe Mare, tra cui: Zamogoj (Замогой), usata un tempo come lebbrosario, situata a nord-est; Ol'trek (Ольтрек) a nord; Chubyn (Хубын), a sud-ovest.

### Flora e fauna
La vegetazione dell'isola è scarsa, rappresentata principalmente da erbe, arbusti e rari larici. L'isola è popolata da roditori del genere Spermophilus e da piccoli mammiferi come gli Ochotona. Vi nidificano Alaudidi e il gabbiano reale nordico.

## Galleria d'immagini

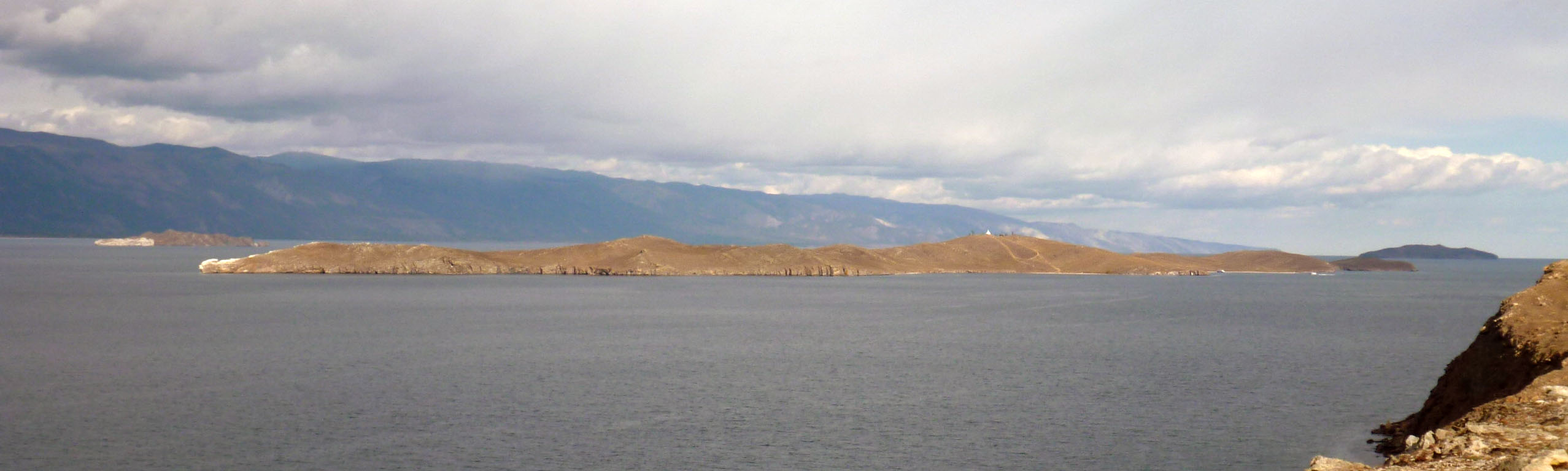
panorama di Ogoj
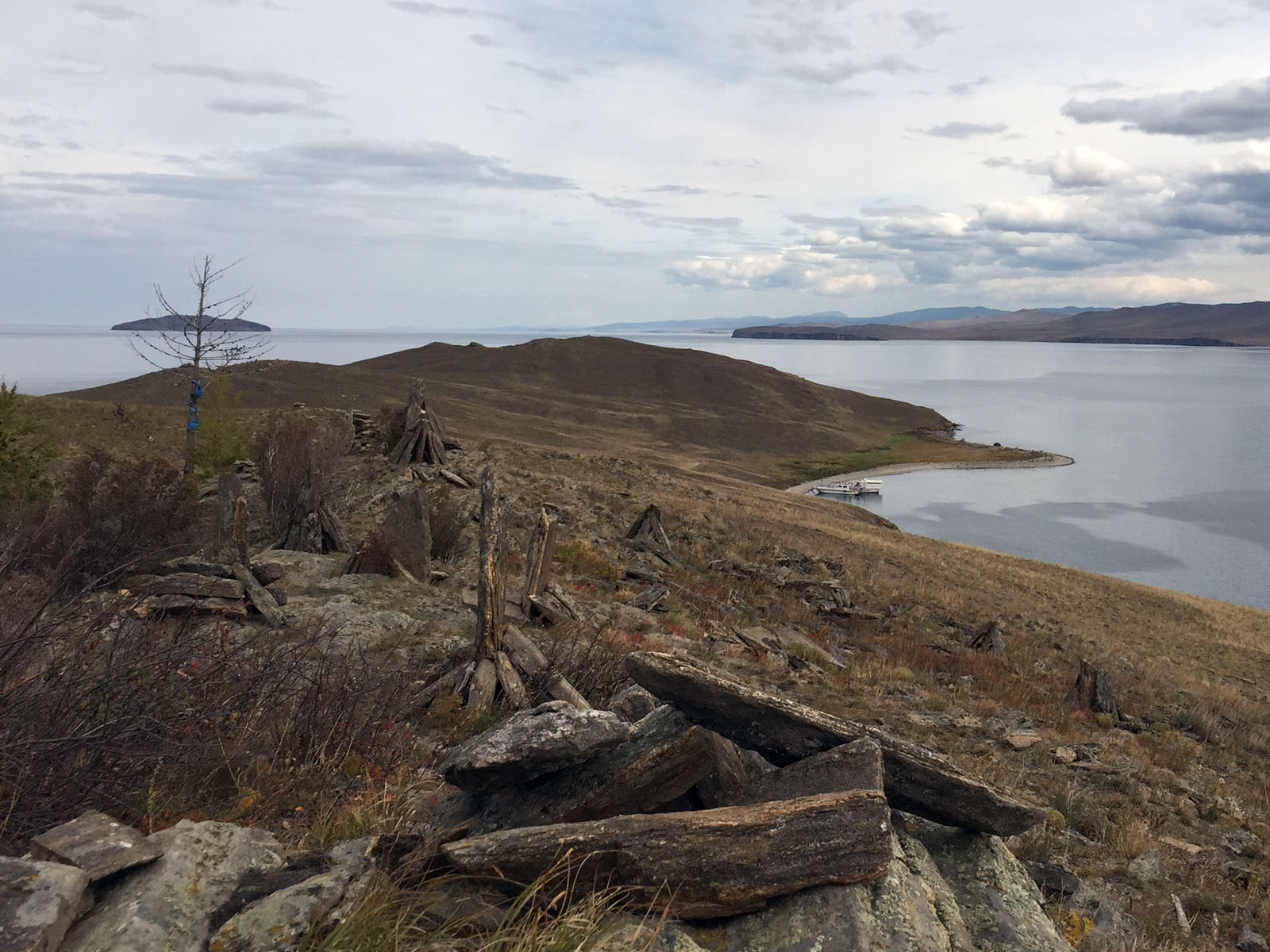
La parte del nord di Ogoj
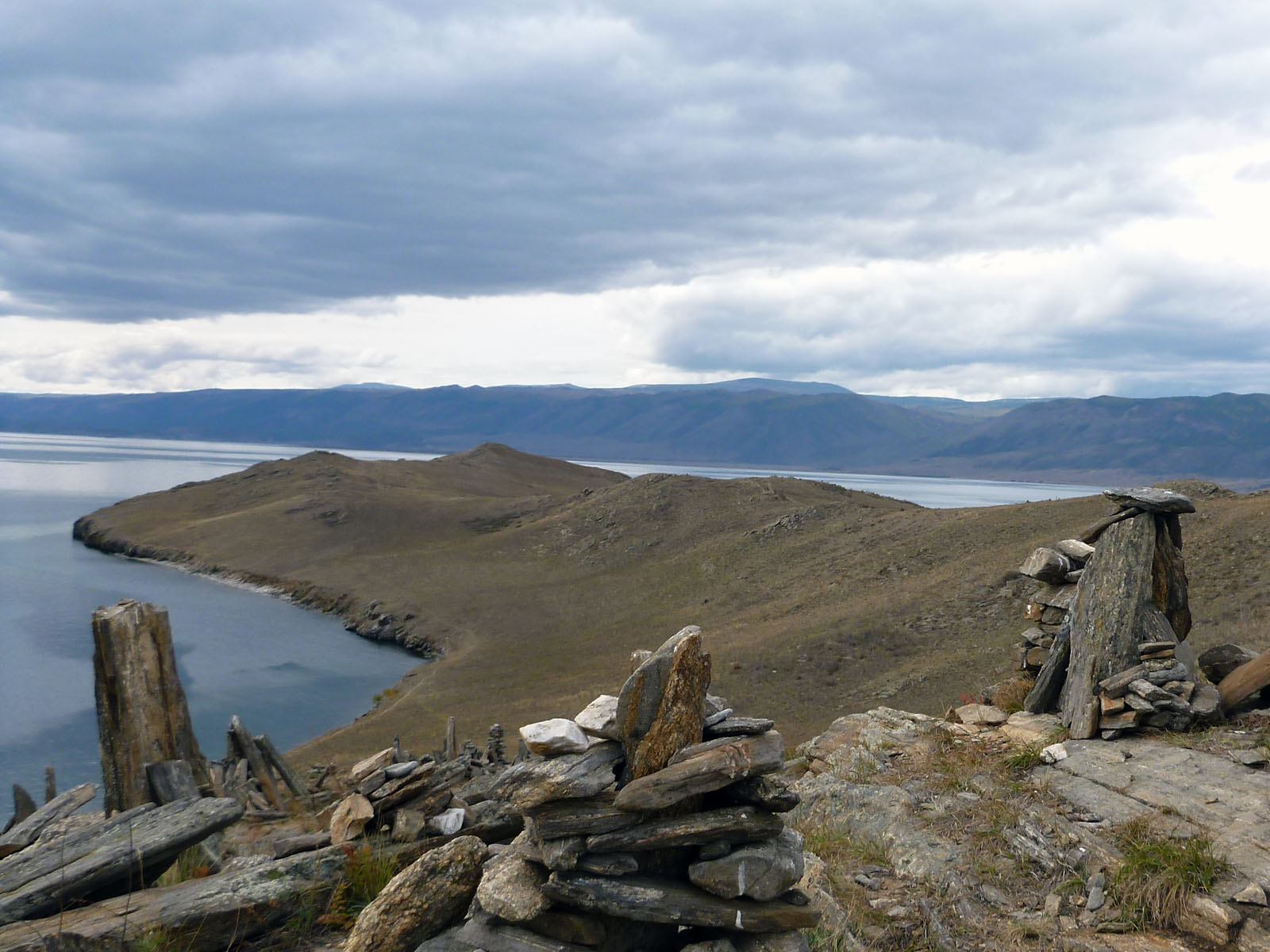
La parte del sud Ogoj
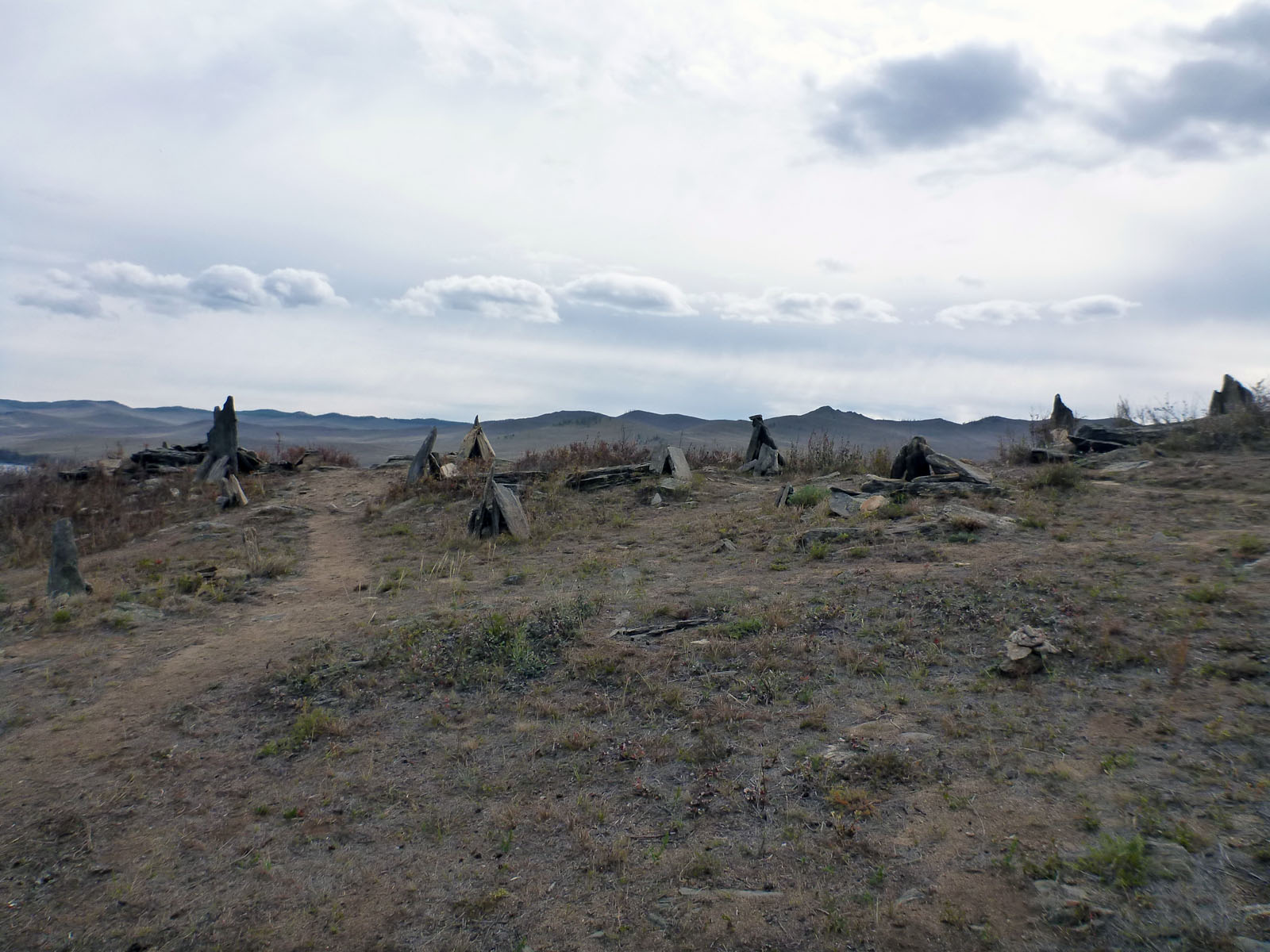
Paesaggio di Ogoj
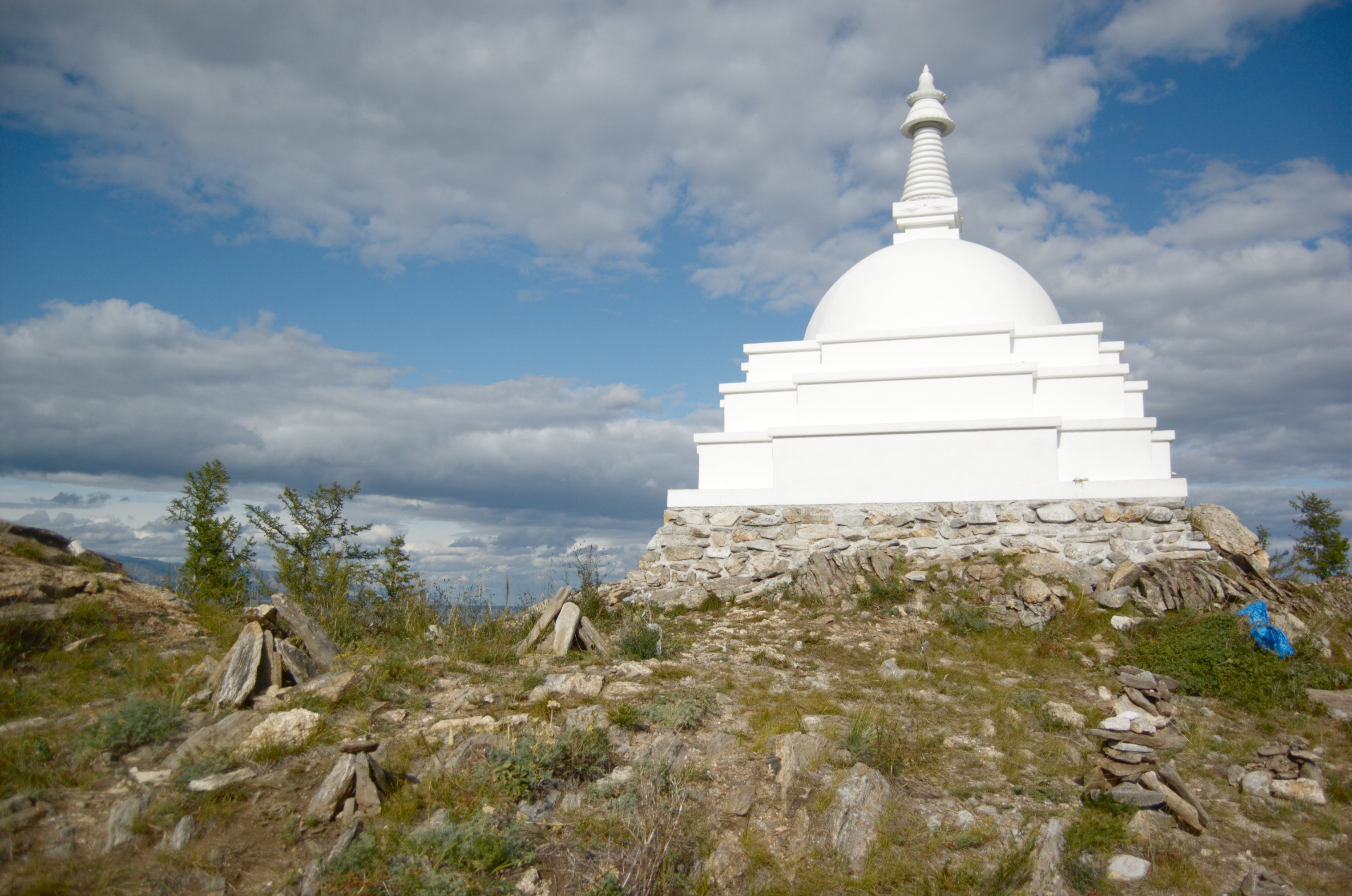
Lo stupa